# カッサーノ・ヴァルクーヴィア
カッサーノ・ヴァルクーヴィア（伊: Cassano Valcuvia）は、イタリア共和国ロンバルディア州ヴァレーゼ県にある、人口約600人の基礎自治体（コムーネ）。

## 地理

### 位置・広がり

#### 隣接コムーネ
隣接するコムーネは以下の通り。
- クヴェーリオ
- ドゥーノ
- フェッレーラ・ディ・ヴァレーゼ
- グラントラ
- メゼンツァーナ
- ランチョ・ヴァルクーヴィア

### 地震分類
イタリアの地震リスク階級 (it) では、4 に分類される
。

## 行政

### 分離集落
カッサーノ・ヴァルクーヴィアには、以下の分離集落（フラツィオーネ）がある。
- Noga, Sotto il Sasso, Via Provinciale